# یوری لازارف
یوری سرگئیوویچ لازارف (روسی: Юрий Сергеевич Лазарев؛ ۲۲ ژوئیهٔ ۱۹۴۴) بازیگر و صداپیشه اهل روسیه است. وی از سال ۱۹۶۹ تا کنون مشغول فعالیت بوده‌است.
وی ۲ مرتبه به‌عنوان هنرمند شایسته فدراسیون روسیه انتخاب شده‌است.